# 퀼런 수반 함자
호모토피 이론에서 퀼런 수반 함자(Quillen隨伴函子, 영어: Quillen adjunction)는 두 모형 범주 사이의 수반 함자 가운데, 모형 범주 구조와 호환되는 것이다.

## 정의

### 퀼런 수반 함자
두 모형 범주 {\displaystyle {\mathcal {C}}}, {\displaystyle {\mathcal {D}}} 사이의 수반 함자
{\displaystyle {\mathcal {C}}{\underset {G}{\overset {F}{\rightleftarrows }}}{\mathcal {D}}}
에 대하여, 다음 두 조건이 서로 동치이며, 이를 만족시키는 수반 함자를 퀼런 수반 함자(영어: Quillen adjunction)라고 한다.
- {\displaystyle F}는 쌍대올뭉치를 쌍대올뭉치로 대응시키며, 자명한 쌍대올뭉치를 자명한 쌍대올뭉치로 대응시킨다.
- {\displaystyle G}는 올뭉치를 올뭉치로 대응시키며, 자명한 올뭉치를 자명한 올뭉치로 대응시킨다.

이 경우, {\displaystyle F}를 왼쪽 퀼런 수반 함자(영어: left Quillen-adjoint functor), {\displaystyle G}를 오른쪽 퀼런 수반 함자(영어: right Quillen-adjoint functor)라고 한다.

### 퀼런 동치
퀼런 수반 함자
{\displaystyle {\mathcal {C}}{\underset {G}{\overset {F}{\rightleftarrows }}}{\mathcal {D}}}
에 대해 다음 조건들은 모두 동치이며, 이를 만족시킨다면 퀼런 동치(Quillen同値, 영어: Quillen equivalence)라고 한다.
- 임의의 쌍대올대상 {\displaystyle C\in {\mathcal {C}}} 및 올대상 {\displaystyle D\in {\mathcal {D}}}에 대하여, {\displaystyle F(C)\to D}가 약한 동치일 필요 충분 조건은 {\displaystyle C\to G(D)}가 약한 동치인 것이다.
- {\displaystyle \operatorname {L} F\colon \operatorname {Ho} ({\mathcal {C}})\to \operatorname {Ho} ({\mathcal {D}})}가 호모토피 범주들의 동치이다.
- {\displaystyle \operatorname {R} G\colon \operatorname {Ho} ({\mathcal {D}})\to \operatorname {Ho} ({\mathcal {C}})}가 호모토피 범주들의 동치이다.

## 성질

### 사상 성질의 보존
왼쪽 및 오른쪽 퀼런 함자는 약한 동치를 보존한다. 즉, 다음과 같은 표가 성립한다.
| 사상              | 왼쪽 함자 {\displaystyle F} | 오른쪽 함자 {\displaystyle G} |
| ----------------- | --------------------------- | ----------------------------- |
| 약한 동치         | ⭕                          | ⭕                            |
| 쌍대올뭉치        | ⭕                          | ❌                            |
| 자명한 쌍대올뭉치 | ⭕                          | ❌                            |
| 올뭉치            | ❌                          | ⭕                            |
| 자명한 올뭉치     | ❌                          | ⭕                            |
위 표에서, ⭕는 함자가 이 사상 모임을 항상 보존한다는 것이며, ❌는 함자가 이 사상 모임을 보존하지 못할 수 있다는 것이다.

### 유도 수반 함자
왼쪽 퀼런 함자는 왼쪽 유도 함자를, 오른쪽 퀼런 함자는 오른쪽 유도 함자를 가진다. 왼쪽 유도 함자
{\displaystyle \operatorname {L} F\colon \operatorname {Ho} ({\mathcal {C}})\to \operatorname {Ho} ({\mathcal {D}})}
및 오른쪽 유도 함자
{\displaystyle \operatorname {R} G\colon \operatorname {Ho} ({\mathcal {D}})\to \operatorname {Ho} ({\mathcal {C}})}
역시 서로 수반 함자이며, 이를 퀼런 수반 함자 {\displaystyle (F,G)}의 유도 수반 함자(誘導隨伴函子, 영어: derived adjunction)라고 한다.

## 예

### 단체 집합과 위상 공간
단체 집합의 모형 범주 {\displaystyle \operatorname {sSet} }와 위상 공간의 모형 범주 {\displaystyle \operatorname {Top} } 사이에는 퀼런 동치가 존재한다. 구체적으로, 기하학적 실현 함자
{\displaystyle |-|\colon \operatorname {sSet} \to \operatorname {Top} }
와 특이 단체 복합체 함자
{\displaystyle \operatorname {Sing} \colon \operatorname {Top} \to \operatorname {sSet} }
는 수반 함자
{\displaystyle |-|\dashv \operatorname {Sing} }
를 이루며, 양 범주에 각각 (퀼런) 모형 범주 구조를 부여할 경우 이는 퀼런 동치를 이룬다.

### 미분 등급 대수
자연수 등급 미분 등급 대수의 모형 범주 {\displaystyle \operatorname {DGA} _{\geq 0}}와 자연수 등급 가환 미분 등급 대수의 모형 범주 {\displaystyle \operatorname {CDGA} _{\geq 0}}를 생각하자. 그렇다면, 망각 함자
{\displaystyle \operatorname {CDGA} _{\geq 0}\to \operatorname {DGA} _{\geq 0}}
는 왼쪽 수반 함자를 가지며, 이는 퀼런 수반 함자를 이룬다.

## 역사
대니얼 퀼런이 모형 범주의 개념과 함께 1967년에 도입하였다.